# Nord (Haiti)
Nord, (haitisk kreol: Nò) är en av 10 departement i Haiti. Huvudort är Cap-Haïtien. Departementet har 872 200 invånare (2002) och en yta på 2 106 km². Den gränsar till regionerna Nord-Ouest, Artibonite, Centre och Nord-Est. Antalet invånare är 872 200. Arean är 2 115 kvadratkilometer.

## Administrativ indelning
Departementet är indelat i 7 arrondissement (arrondissements) som i sin tur är indelade i 19 
kommuner (communes).
- Arrondissement de l’Acul du Nord
  1. Acul-du-Nord
  2. Plaine-du-Nord
  3. Milot
- Arrondissement du Borgne
  1. Borgne
  2. Port Margot
- Arrondissement du Cap-Haïtien
  1. Cap-Haïtien
  2. Limonade
  3. Quartier-Morin
- Arrondissement de la Grande Rivière du Nord
  1. Grande-Rivière-du-Nord
  2. Bahon
- Arrondissement du Limbé
  1. Limbé
  2. Bas Limbé
- Arrondissement de Plaisance
  1. Plaisance
  2. Pilate
- Arrondissement de Saint-Raphaël
  1. Saint-Raphaël
  2. Dondon
  3. Ranquitte
  4. Pignon
  5. La Victoire